# Syntormon dissimilipes
Syntormon dissimilipes är en tvåvingeart som beskrevs av Van Duzee 1925. Syntormon dissimilipes ingår i släktet Syntormon och familjen styltflugor. Inga underarter finns listade i Catalogue of Life.